# Филипповка (Переволоцкий район)
Филипповка — село в Переволоцком районе Оренбургской области. Входит в состав Переволоцкого поссовета.

## География
Село находится на расстоянии примерно 10 км (по прямой) к северо-востоку от посёлка Переволоцкий, административного центра района.

### Часовой пояс
Село Филипповка, как и вся Оренбургская область, находится в часовой зоне МСК+2. Смещение применяемого времени относительно UTC составляет +5:00.

## История
Основано в 1886 году переселенцами из Черниговской губернии. Название селу дано по имени организатора переселения Филиппа Проценко.

## Население
| 2010 |
| ---- |
| 249  |

### Национальный состав
Согласно результатам переписи 2002 года, в национальной структуре населения русские составляли 73 % из 300 чел.